# Атака лёгкой бригады (стихотворение)
Half a league, half a league,

  Half a league onward,

All in the valley of Death,

  Rode the six hundred.

'Forward, the Light Brigade!

Charge for the guns' he said:

Into the valley of Death

  Rode the six hundred.

'Forward, the Light Brigade!'

Was there a man dismay'd?

Not tho' the soldiers knew

  Some one had blunder'd:

Theirs not to make reply,

Theirs not to reason why,

Theirs but to do and die:

Into the valley of Death

  Rode the six hundred.

Cannon to right of them,

Cannon to left of them,

Cannon in front of them

  Volley'd and thunder'd;

Storm'd at with shot and shell,

Boldly they rode and well,

Into the jaws of Death,

Into the mouth of Hell

  Rode the six hundred.

Flash'd all their sabres bare,

Flash'd as they turned in air

Sabring the gunners there,

Charging an army while

  All the world wonder'd:

Plunged in the battery-smoke

Right thro' the line they broke;

Cossack and Russian

Reel'd from the sabre-stroke

Shatter'd and sunder'd.

Then they rode back, but not

Not the six hundred.

Cannon to right of them,

Cannon to left of them,

Cannon behind them

  Volley'd and thunder'd;

Storm'd at with shot and shell,

While horse and hero fell,

They that had fought so well

Came thro' the jaws of Death,

Back from the mouth of Hell,

All that was left of them,

  Left of six hundred.

When can their glory fade?

O the wild charge they made!

  All the world wonder'd.

Honour the charge they made!

Honour the Light Brigade,

  Noble six hundred!
«Атака лёгкой бригады» (The Charge of the Light Brigade) — стихотворение Альфреда Теннисона, написанное в 1854 году. Посвящено атаке легкой кавалерийской бригады под Балаклавой во время Крымской войны. На момент создания стихотворения Теннисон являлся поэтом-лауреатом Великобритании.

## Сюжет
Стихотворение, опубликованное 9 декабря 1854 года в британской газете «The Examiner», воспевает атакующую бригаду, при этом оплакивая бессмысленность той атаки. Теннисон, согласно воспоминаниям его внука, написал его через несколько минут после того, как прочёл сообщение о сражении в газете «The Times». Как поэт-лауреат, он часто писал стихи о крупных событиях. Поэма сразу же стала очень популярна, и стала известна даже среди солдат в Крыму. Это стихотворение и сейчас входит в школьную программу в Англии.

#### ПереводЮрия КОЛКЕРА
```
Долина в две мили — редут недалече...
Услышав: «По коням, вперед!»,
Долиною смерти, под шквалом картечи,
Отважные скачут шестьсот.
Преддверием ада гремит канонада,
Под жерла орудий подставлены груди —
Но мчатся и мчатся шестьсот.

Лишь сабельный лязг приказавшему вторил.
Приказа и бровью никто не оспорил.
Где честь, там отвага и долг.
Кто с доблестью дружен, тем довод не нужен.
По первому знаку на пушки в атаку
Уходит неистовый полк.

Метет от редута свинцовой метелью,
Редеет бригада под русской шрапнелью,
Но первый рассеян оплот:
Казаки, солдаты, покинув куртины,
Бегут, обратив к неприятелю спины, —
Они, а не эти шестьсот!

Теперь уж и фланги огнём полыхают.
Чугунные чудища не отдыхают — 
Из каждого хлещет жерла.
Никто не замешкался, не обернулся,
Никто из атаки живым не вернулся:
Смерть челюсти сыто свела.

Но вышли из левиафановой пасти
Шестьсот кавалеров возвышенной страсти —
Затем, чтоб остаться в веках.
Утихло сраженье, долина дымится,
Но слава героев вовек не затмится,
Вовек не рассеется в прах.
```

## Реакция
В 1890 Редьярд Киплинг написал стихотворение Последние из лёгкой бригады, в котором обыгрывается дальнейшее развитие сюжета (спустя тридцать шесть лет после события) поэмы Альфреда Теннисона. В нём последние выжившие ветераны упрекают 80-летнего Теннисона в отсутствии продолжения рассказа об их тяжелой судьбе на родине в старости.